# إلينا جونثاليث آشا دي كوريا موراليس
إلينا جونثاليث آشا دي كوريا موراليس (20 يناير 1861 – 13 أغسطس 1942)، كانت معلمة ومربية أرجنتينية وناشطة في مجال الحقوق العلمية وحقوق المرأة. كانت واحدة من أوائل خريجات المدرسة العادية الأرجنتينية كما أنها كانت رسامة أيضا، حيث حصلت على اعتراف دولي لنصوصها ولوحاتها. كانت القوة الدافعة وراء تأسيس المركز الأرجنتيني للدراسات الجغرافية، وخدمت كرئيس لتلك المؤسسة حتى وفاتها. كانت هي وزوجها، النحات الأرجنتيني الشهير، لوسيو كوريا موراليس، مدافعين عن مطالبات شعب السالكنام أوناوو.

## السيرة الذاتية
ولدت إيلينا في عام 1861 في تشيفيلكوي، مقاطعة بوينس آيرس، الأرجنتين، والتحقت بمدرسة الراهبات الأيرلنديين ودرست اللغة الفرنسية وكانت تمارس الرسم في المنزل. قامت والدتها، كرستينا أخا، الباسكية، بتسجيلها في المدرسة الوطنية للمعلمين رقم 1 والتي أسسها «الرئيس روكي ساينز بينيا» في عام 1875. تخرجت إلينا في عام 1879، لتصبح واحدة من أوائل خريجي نظام المدارس الأرجنتينية العادي، وبدأت رحلة التدريس. واصلت إلينا دراستها الخاصة باللغات الإنجليزية والفرنسية والألمانية واللاتينية والرسم. في عام 1887، عملت في المتحف العام في بوينس آيرس وقدمت للالتحاق بالمعهد الأرجنتيني الجغرافي في عام 1888.
في عام 1890، بدأت بالتدريس في المدرسة الطبيعية بلغرانو، ولكنها استقالت لشغل منصب أستاذ الجغرافيا في مدرسة ماريانو أكوستا.وبعدها، شغلت إلينا منصب أستاذ الجغرافيا والعلوم الطبيعية في المدرسة الثانوية الوطنية للبنات التي أسستها إرنستينا أ.لوبيز في نفس عام تأسيسها.
أيضا في عام 1890، تزوجت من لوسيو كوريا موراليس، والذي سيصبح فيما بعد النحات الأول في الأرجنتين وسيرزقون بعدها بسبعة أطفال في تتابع سريع. حول الزوجان منزلهما إلى مكان مدخلي فكري، حيث كان لهما العديد من الزوار من النخبة المثقفة، بالإضافة إلى استقبالهم وفود من السكان الأصليين الذين طلبوا مساعدتهم لضمان حقوقهم وحقوق اسلافهم. كان الزوجان من بين أولئك الذين دافعوا وروجوا لتعليم النساء واستراتيجيات الدفاع عن مطالبات شعب الأوناوو. وفي عام 1900، انضمت إلينا إلى المجلس الوطني للمرأة وأكملت اثنين من أهم لوحاتها وهما كابيسا وأماليتا.
استمرت إلينا في رحلة تعليمها، حيث درست مع إدواردو لاديسلاو هولمبيرج، وكانت من هواة جمع الحشرات، ودرست علم الطيور وبدأت في نشر الكتب. نشرت أول كتاب لها بعنوان «الجغرافيا الأولية» في عام 1903، وكان نصاً مهماً لمعلمين طلاب المرحلة الابتدائية. تبع ذلك مقال جغرافي أرجنتيني: بعنوان «الجزء الفيزيائي» في عام 1904 وكتابين عن القصص الأسطورية، إيسوندو وإيسوبوس. تم اختيارها عضواً للجنة التنفيذية لجمعية مكتبات المرأة التي نظمتها النساء بهدف تحسين القراءة. حصل كتابها إيسوندو على ميدالية فضية في معرض لويزيانا في سانت لويس، ميزوري عام 1904. لعدة سنوات، استمرت إلينا في التدريس والمشاركة في المؤتمرات الدولية، وتقديم الأوراق حول القضايا الجغرافية. كما شاركت مع صديقاتها، إليسا باشوفن، أول مهندسة مدنية أرجنتينية؛ وجوليان ديلنيوس، أول امرأة تحصل على درجة الدكتوراه في الانثروبولوجيا في البلاد؛ وسيسيليا غريرسون، أول فيزيائية أرجنتينية؛ وبيرتا ويرنيك، أول معلمة تربية بدنية، في التأكيد على أحقية المرأة في التصويت والمساواة بين الرجل والمرأة في الحياة الاجتماعية والسياسية. تقاعدت إلينا من التدريس في عام 1910.

## حياتها العملية فيما بعد التدريس
في نفس العام (1910)، قدمت إلينا ورقة علمية في المؤتمر الدولي السابع عشر لأمريكا بين بوينس آيرس والمكسيك؛ كان موضوع الورقة العلمية هو طريقة صيد السكان الأصليين وتطوره مع البيئة والظروف المحيطة. بعد بضعة أشهر، شاركت في المؤتمر العلمي الدولي الأول لأمريكا الذي عُقد بالتزامن مع الاحتفالات المئوية الأرجنتينية. كجزء من ملحق خاص لصحيفة لا ناسيون، نشرت إلينا تاريخ المعرفة الجغرافية، والتي أعطت سجلاً من طبوغرافية وحدود البلاد. كانت هناك ورقتان فقط من أصل ال 300 ورقة التي قدمتهم إلينا في الملحق من تأليف الكاتبة إرنيستا أ.لوبيز، بينما كان بقية الملحق من تأليف إلينا. في عام 1913، تطورت مسيرتها الفنية عندما قام المتحف الوطني للفنون الجميلة بعرض واحدة من لوحاتها الزيتية، ألا وهي كابيسا. بعد مرور عامين، حصلت اللوحة على ميدالية فضية (حيث فازت أيضا واحدة من منحوتات زوجها على الميدالية البرونزية) في معرض بنما الدولي للمحيط الهادئ في سان فرانسيسكو، كاليفورنيا.
في عام 1922، شاركت إلينا مع القوة الدافعة في إنشاء الجمعية الجغرافية للأرجنتين، وتقلدت منصب رئيس تلك الجمعية حتى وفاتها. كانت أول امرأة عضوة في الجمعية الجغرافية لبرلين في عام 1924، وفي نفس العام عينتها الحكومة لتمثيل الأرجنتين في المؤتمر الدولي للجغرافيا والاثنولوجيا الذي عُقد في العام التالي في القاهرة، مصر. بعد ذلك بعامين، التحقت بالأكاديمية الوطنية المكسيكية للتاريخ والجغرافيا. في عام 1927، اشتركت في المجتمع الباريسي للأمريكيتين، وفي عام 1932 تمت دعوتها للانضمام إلى الجمعية الأمريكية لجغرافيا المرأة.
في عام 1935، نشرت إلينا برفقة ابنتها كريستينا، كتاب أماليتا: كتاب القراءة للصف الرابع، للمرحلة التعليمية الأولي. وصف كتاب روزاريو فيرا بينالوزا المناظر الطبيعية للبلاد، بالإضافة إلى التاريخ الفلكلوري، ووصف الظواهر الطبيعية مثل الرياح والخسوف. التقت إلينا بروزاريو في مجلس إدارة هيئة الطيران المدني في عام 1937 مصممين الخرائط الإرشادية للبلاد وإرسالها إلى كل المقاطعات. وفي عام 1939، تم تكريم عملها في الولايات المتحدة الأمريكية. عملت إلينا طوال مسيرتها المهنية على إبراز أهمية الحفاظ على التاريخ الجغرافي وتصنيف عادات الأرجنتين وتأييد تطبيعه وفهرسته. في عام 1941، قدمت اقتراحا لمشروع قانون من خلال الهيئة التشريعية لحماية أسماء الأماكن الوطنية.
توفت إلينا في 13 أغسطس 1942 في بوينس آيرس. بعد عامين من وفاتها، وعندما أسست الجمعية الوطنية الجغرافية للأرجنتين مقرها الجديد، كان بها صورة لإلينا، رسمتها لها ابنتها لييا كوريا موراليس دي يرورتيا، وقد تم وضعها تخليداً لذكراها. في عام 1962، في الذكرة الأربعين لتأسيس الجمعية الجغرافية للأرجنتين، تم وضع نصب تذكاري في مقبرة ريكوليتا على شرف إلينا. في عام 1972، تم إنشاء جائزة تحمل اسمها، لتكريم أفضل خريج في الجغرافيا من قبل وزارة الثقافة، وفي عام 1991 كان هناك كرسياً يحمل اسمها من قبل الاكاديمية الوطنية للجغرافيا. هي وآنا باليسيز دي توريس هما فقط الامرأتان الأرجنتينيتين اللتان حظيا بهذا التكريم ضمن الأربعين كرسياً للأكاديمية.

## بعض أعمالها
- De Correa Morales, Elina G. A.; Carbone, M E (1903). Geografía elemental: Libro 1. Buenos Aires, Argentina: Cabaut Ed.
- De Correa Morales, Elina G. A. (1904). Ensayo de Geografía Argentina: Parte Física. Buenos Aires, Argentina.Buenos Aires, Argentina.
- Isondú: lecturas variadas para las escuelas comunes (en cnstellano).[22] Buenos Aires, Argentina: Cabaut. 1906.Buenos Aires, Argentina: Cabaut.
- Isipós. Buenos Aires, Argentina: Cabaut. 1911.Buenos Aires, Argentina: Cabaut.
- Ensayo de geografía argentina, parte física. Buenos Aires, Argentina: Cabaut y cía. 1910.
- Isipós tradiciones y cuentos para niños. Buenos Aires, Argentina: Cabaut y cía. 1911.
- Facultades que han contribuído á desarrollar el ejercicio de la caza entre los primitivos. Buenos Aires, Argentina: Impr. de Coni Hermanos. 1912.
- [22]Amalita: libro de lectura para cuarto grado. Buenos Aires, Argentina: Talleres J. Peuser. 1935.